# Temporada da NFL de 1975
A Temporada de 1975 da NFL foi a 56ª temporada regular da National Football League. A liga fez duas modificações significativas para atrair mais público:
1. O time de melhor campanha na temporada regular jogaria em casa nos playoffs. Anteriormente, os jogos aconteciam nos estádios da divisão de maneira alternada.
2. A liga se tornou pioneira ao adicionar ao futebol americano um pequeno microfone aos árbitros (referees) para que eles anunciassem as faltas e falassem de modo mais claro as regras geralmente confusas do esporte, explicando então o que estava acontecendo em campo para ajudar tanto os locutores e a mídia, quanto o público presente nos estádios.

Ao invés do tradicional Thanksgiving Day Game jogado pelo Dallas Cowboys, a liga marcou para a data um jogo entre o Buffalo Bills e o St. Louis Cardinals. Esta seria a primeira temporada desde 1966 em que os Cowboys não jogaram neste feriado.
A temporada se encerrou no Super Bowl X onde o Pittsburgh Steelers derrotou o Dallas Cowboys.

## Corrida pela divisão
De 1970 até 2002, haveria três divisões (Eastern, Central e Western) em cada conferência. O vencedor de cada divisão e um quarto time vindo do "wild card" (repescagem) iriam para os playoffs. O desempate seria o confronto direto, seguido por campanha contra adversários da mesma divisão, adversários em comum e da conferência.

### National Football Conference
| Semana | Eastern     |        | Central    |        | Western     |        | Repescagem    |        |
| ------ | ----------- | ------ | ---------- | ------ | ----------- | ------ | ------------- | ------ |
| 1      | 4 times     | 1-0-0  | (Det, Min) | 1-0-0  | 4 times     | 0-1-0  | 4 times       | 1-0-0  |
| 2      | (Dal, Was)  | 2-0-0  | (Det, Min) | 2-0-0  | LOS ANGELES | 1-1-0  | 2 times       | 2-0-0  |
| 3      | DALLAS      | 3-0-0  | MINNESOTA  | 3-0-0  | LOS ANGELES | 2-1-0  | 3 times       | 2-1-0  |
| 4      | DALLAS      | 4-0-0  | MINNESOTA  | 4-0-0  | LOS ANGELES | 3-1-0  | (Was, Det)    | 2-1-0  |
| 5      | DALLAS      | 4-1-0  | MINNESOTA  | 5-0-0  | LOS ANGELES | 4-1-0  | (StL, Det)    | 2-1-0  |
| 6      | DALLAS      | 5-1-0  | MINNESOTA  | 6-0-0  | LOS ANGELES | 5-1-0  | WASHINGTON*   | 4-2-0  |
| 7      | DALLAS*     | 5-2-0  | MINNESOTA  | 7-0-0  | LOS ANGELES | 6-1-0  | WASHINGTON*   | 5-2-0  |
| 8      | WASHINGTON* | 6-2-0  | MINNESOTA  | 8-0-0  | LOS ANGELES | 6-2-0  | ST. LOUIS     | 6-2-0  |
| 9      | ST. LOUIS   | 7-2-0  | MINNESOTA  | 9-0-0  | LOS ANGELES | 7-2-0  | Dal, Det, Was | 6-3-0  |
| 10     | ST. LOUIS   | 8-2-0  | MINNESOTA  | 10-0-0 | LOS ANGELES | 8-2-0  | DALLAS        | 7-3-0  |
| 11     | DALLAS*     | 8-3-0  | MINNESOTA  | 10-1-0 | LOS ANGELES | 9-2-0  | ST. LOUIS     | 8-3-0  |
| 12     | ST. LOUIS   | 9-3-0  | MINNESOTA  | 11-1-0 | LOS ANGELES | 10-2-0 | DALLAS        | 8-4-0  |
| 13     | ST. LOUIS   | 10-3-0 | MINNESOTA  | 11-2-0 | LOS ANGELES | 11-2-0 | DALLAS        | 9-4-0  |
| 14     | ST. LOUIS   | 11-3-0 | MINNESOTA  | 12-2-0 | LOS ANGELES | 12-2-0 | DALLAS        | 10-4-0 |

### American Football Conference
| Semana | Eastern    |        | Central     |        | Western    |        | Repescagem  |        |
| ------ | ---------- | ------ | ----------- | ------ | ---------- | ------ | ----------- | ------ |
| 1      | (Bal, Buf) | 1-0-0  | 3 times     | 1-0-0  | (Den, Oak) | 1-0-0  | 4 times     | 1-0-0  |
| 2      | BUFFALO    | 2-0-0  | (Cin, Hou)  | 2-0-0  | (Den, Oak) | 2-0-0  | 2 times     | 2-0-0  |
| 3      | BUFFALO    | 3-0-0  | CINCINNATI  | 3-0-0  | OAKLAND    | 3-0-0  | 5 times     | 2-1-0  |
| 4      | BUFFALO    | 4-0-0  | CINCINNATI  | 4-0-0  | OAKLAND    | 3-1-0  | PITTSBURGH* | 3-1-0  |
| 5      | BUFFALO*   | 4-1-0  | CINCINNATI  | 5-0-0  | DENVER*    | 3-2-0  | PITTSBURGH* | 4-1-0  |
| 6      | MIAMI      | 5-1-0  | CINCINNATI  | 6-0-0  | OAKLAND    | 4-2-0  | HOUSTON     | 5-1-0  |
| 7      | MIAMI      | 6-1-0  | PITTSBURGH* | 6-1-0  | OAKLAND    | 5-2-0  | CINCINNATI* | 6-1-0  |
| 8      | MIAMI      | 7-1-0  | PITTSBURGH* | 7-1-0  | OAKLAND    | 5-2-0  | CINCINNATI* | 7-1-0  |
| 9      | MIAMI      | 7-2-0  | PITTSBURGH* | 8-1-0  | OAKLAND    | 7-2-0  | CINCINNATI* | 8-1-0  |
| 10     | MIAMI      | 7-3-0  | PITTSBURGH  | 9-1-0  | OAKLAND    | 8-2-0  | CINCINNATI  | 8-2-0  |
| 11     | MIAMI      | 8-3-0  | PITTSBURGH  | 10-1-0 | OAKLAND    | 9-2-0  | CINCINNATI  | 9-2-0  |
| 12     | MIAMI      | 9-3-0  | PITTSBURGH  | 11-1-0 | OAKLAND    | 10-2-0 | CINCINNATI  | 10-2-0 |
| 13     | BALTIMORE* | 9-4-0  | PITTSBURGH  | 12-1-0 | OAKLAND    | 10-3-0 | CINCINNATI  | 10-3-0 |
| 14     | BALTIMORE  | 10-4-0 | PITTSBURGH  | 12-2-0 | OAKLAND    | 11-3-0 | CINCINNATI  | 11-3-0 |

## Classificação
V = Vitórias, D = Derrotas, E = Empates, PCT = porcentagem de vitórias, PF= Pontos feitos, PS = Pontos sofridos
 x  - marca os times classificados pelo wild card (repescagem),  y  - marca os times que levaram o titulo de suas divisões
| AFC East              |    |    |   |      |     |     |
| Time                  | V  | D  | E | PCT  | PF  | PS  |
| y-Baltimore Colts     | 10 | 4  | 0 | .714 | 395 | 269 |
| Miami Dolphins        | 10 | 4  | 0 | .714 | 357 | 222 |
| Buffalo Bills         | 8  | 6  | 0 | .571 | 420 | 355 |
| New York Jets         | 3  | 11 | 0 | .214 | 258 | 433 |
| New England Patriots  | 3  | 11 | 0 | .214 | 258 | 358 |
| AFC Central           |    |    |   |      |     |     |
| Time                  | V  | D  | E | PCT  | PF  | PS  |
| y-Pittsburgh Steelers | 12 | 2  | 0 | .857 | 373 | 162 |
| x-Cincinnati Bengals  | 11 | 3  | 0 | .786 | 340 | 246 |
| Houston Oilers        | 10 | 4  | 0 | .714 | 293 | 226 |
| Cleveland Browns      | 3  | 11 | 0 | .214 | 218 | 372 |
| AFC West              |    |    |   |      |     |     |
| Time                  | V  | D  | E | PCT  | PF  | PS  |
| y-Oakland Raiders     | 11 | 3  | 0 | .786 | 375 | 255 |
| Denver Broncos        | 6  | 8  | 0 | .429 | 254 | 307 |
| Kansas City Chiefs    | 5  | 9  | 0 | .357 | 282 | 341 |
| San Diego Chargers    | 2  | 12 | 0 | .143 | 189 | 345 |

| NFC East              |    |    |   |      |     |     |
| Time                  | V  | D  | E | PCT  | PF  | PS  |
| y-St. Louis Cardinals | 11 | 3  | 0 | .786 | 356 | 276 |
| x-Dallas Cowboys      | 10 | 4  | 0 | .714 | 350 | 268 |
| Washington Redskins   | 8  | 6  | 0 | .571 | 325 | 276 |
| New York Giants       | 5  | 9  | 0 | .357 | 216 | 306 |
| Philadelphia Eagles   | 4  | 10 | 0 | .286 | 225 | 302 |
| NFC Central           |    |    |   |      |     |     |
| Time                  | V  | D  | E | PCT  | PF  | PS  |
| y-Minnesota Vikings   | 12 | 2  | 0 | .857 | 377 | 180 |
| Detroit Lions         | 7  | 7  | 0 | .500 | 245 | 262 |
| Chicago Bears         | 4  | 10 | 0 | .286 | 191 | 379 |
| Green Bay Packers     | 4  | 10 | 0 | .286 | 226 | 285 |
| NFC West              |    |    |   |      |     |     |
| Time                  | V  | D  | E | PCT  | PF  | PS  |
| y-Los Angeles Rams    | 12 | 2  | 0 | .857 | 312 | 135 |
| San Francisco 49ers   | 5  | 9  | 0 | .357 | 255 | 286 |
| Atlanta Falcons       | 4  | 10 | 0 | .286 | 240 | 289 |
| New Orleans Saints    | 2  | 12 | 0 | .143 | 165 | 360 |

### Desempates
- Baltimore terminou à frente de Miami na AFC East baseado num melhor retrospecto no confronto direto (2–0).
- N.Y. Jets terminou à frente de New England na AFC East baseado num melhor retrospecto no confronto direto (2–0).
- Minnesota ficou em primeiro na NFC.
- Chicago terminou à frente de Green Bay na NFC Central baseado em uma melhor campanha dentro da divisão (2–4 contra 1–5 do Packers).

## Playoffs
|  | Divisional Playoffs                     | Divisional Playoffs                 |                                       |    | Conference Championship Games | Conference Championship Games |  |  | Super Bowl X | Super Bowl X |
|  |                                         |                                     |                                       |    |                               |                               |  |  |              |              |
|  | 28 de dezembro - Metropolitan Stadium   |                                     |                                       |    |                               |                               |  |  |              |              |
|  |                                         |                                     |                                       |    |                               |                               |  |  |              |              |
|  | 4) Dallas Cowboys                       | 17                                  |                                       |    |                               |                               |  |  |              |              |
|  | 4) Dallas Cowboys                       | 17                                  | 4 de janeiro - L.A. Memorial Coliseum |    |                               |                               |  |  |              |              |
|  | 1) Minnesota Vikings                    | 14                                  |                                       |    |                               |                               |  |  |              |              |
|  | 1) Minnesota Vikings                    | 14                                  | 4) Dallas Cowboys                     | 37 |                               |                               |  |  |              |              |
|  | 27 de dezembro - L.A. Memorial Coliseum |                                     | 4) Dallas Cowboys                     | 37 |                               |                               |  |  |              |              |
|  |                                         | 2) Los Angeles Rams                 | 7                                     |    |                               |                               |  |  |              |              |
|  | 3) St. Louis Cardinals                  | 2) Los Angeles Rams                 | 7                                     | 23 |                               |                               |  |  |              |              |
|  | 3) St. Louis Cardinals                  |                                     | 18 de janeiro - Miami Orange Bowl     | 23 |                               |                               |  |  |              |              |
|  | 2) Los Angeles Rams                     | 35                                  |                                       |    |                               |                               |  |  |              |              |
|  | 2) Los Angeles Rams                     | 35                                  | N4) Dallas Cowboys                    | 17 |                               |                               |  |  |              |              |
|  | 28 de dezembro - Oakland Coliseum       |                                     | N4) Dallas Cowboys                    | 17 |                               |                               |  |  |              |              |
|  |                                         | A1) Pittsburgh Steelers             | 21                                    |    |                               |                               |  |  |              |              |
|  | 4) Cincinnati Bengals                   | A1) Pittsburgh Steelers             | 21                                    | 28 |                               |                               |  |  |              |              |
|  | 4) Cincinnati Bengals                   | 4 de janeiro - Three Rivers Stadium |                                       | 28 |                               |                               |  |  |              |              |
|  | 2)* Oakland Raiders                     | 31                                  |                                       |    |                               |                               |  |  |              |              |
|  | 2)* Oakland Raiders                     | 31                                  | 2) Oakland Raiders                    | 10 |                               |                               |  |  |              |              |
|  | 27 de dezembro - Three Rivers Stadium   |                                     | 2) Oakland Raiders                    | 10 |                               |                               |  |  |              |              |
|  |                                         | 1) Pittsburgh Steelers              | 16                                    |    |                               |                               |  |  |              |              |
|  | 3) Baltimore Colts                      | 1) Pittsburgh Steelers              | 16                                    | 10 |                               |                               |  |  |              |              |
|  | 3) Baltimore Colts                      |                                     |                                       | 10 |                               |                               |  |  |              |              |
|  | 1)* Pittsburgh Steelers                 | 28                                  |                                       |    |                               |                               |  |  |              |              |
|  | 1)* Pittsburgh Steelers                 | 28                                  |                                       |    |                               |                               |  |  |              |              |

*Pittsburgh (1º time na AFC) não jogou contra Cincinnati (4º time na AFC) no Divisional Playoff porque os dois times são da mesma divisão.